# 박후기
박후기(朴後氣.1968년~ )는 대한민국의 작가이다. 

## 생애
경기도 평택에서 출생했으며, 서울예대 문예창작과를 졸업했다. 2003년 《내 가슴의 무늬》 등으로 작품 활동을 시작했다.
시집 《종이는 나무의 유전자를 갖고 있다》 《내 귀는 거짓말을 사랑한다》 《격렬비열도》 《엄마라는 공장 여자라는 감옥》 《사랑의 발견》이 있으며, 사진 산문집 《나에게서 내리고 싶은 날》 이탈리아 여행 사진산문집 《내 귀는 거짓말을 사랑한다》, 그림책 《그림 약국》, 장편소설 《토끼가 죽던 날》《옆집에 사는 앨리스》를 출간했다.
2006년 제24회 신동엽문학상, 2011년 제2회 김만중문학상을 수상했다.